# 馬峯
馬峯（900年代—984年），太原人，北漢政治人物。
馬峯在睿宗劉鈞、少主劉繼恩和英武帝劉繼元時任職宣徽使。廣運初年，遼國下令北漢和北宋通好，不要挑起戰爭；英武帝聽後大哭，計劃攻打遼國。馬峯進言勸英武帝不要這樣，之後遷任樞密副使、左僕射致仕。
廣運六年（979年），北宋圍攻太原，城內國人打算堅守；馬峯得病在家，叫人抬自己朝見英武帝，哭泣地對他陳述興亡，於是英武帝向北宋投降。宋太宗任命他為將作監，轉職太府卿分司西京。馬峯善於服餌養生，身體健康；為人吝啬，喜歡立论；在雍熙元年去世，年八十多歲。